# Zamek w Wąbrzeźnie
Zamek w Wąbrzeźnie – ruiny zamku biskupów chełmińskich znajdujące się w mieście Wąbrzeźno, w województwie kujawsko-pomorskim. Położone są nad Jeziorem Zamkowym.
Budowla została wzniesiona w stylu gotyckim przed 1321 rokiem na polecenie biskupa chełmińskiego Hermana von Prizna na planie kwadratu. Zamek składał się z zamku wysokiego o wymiarach 36 x 37 metrów i rozległego przedzamcza o wymiarach około 70 x 100 metrów. Rezydowali w nim biskupi chełmińscy. Zamek Wysoki miał trzy skrzydła, a budynki dwa piętra. W głównym, południowym skrzydle zamku wysokiego mieściła się na piętrze kaplica św. Marka oraz refektarz. Od strony wjazdu znajdował się mur pośrodku którego znajdowała się oktagonalna wieża broniąca bramy. Dach pokryty był czerwoną dachówką typu mnich i mniszka. Podczas wojen polsko-krzyżackich w XV wieku budowla została uszkodzona. W latach 1611–1613 biskup Maciej Konopacki gruntownie przebudował zamek na rezydencję w stylu barokowym. Po 1655 roku zamek został zniszczony przez pożar i popadł w ruinę. Szczególnie duże prace rozbiórkowe prowadzono około 1869 roku. W 1920 roku na miejscu zamku założono park. Do dziś przetrwały fragmenty murów przyziemia.
W latach 2010–2011 na zamku przeprowadzono badania archeologiczne pod kierunkiem dr hab. Marcina Wiewióry.